# Kosch (Aragazotn)

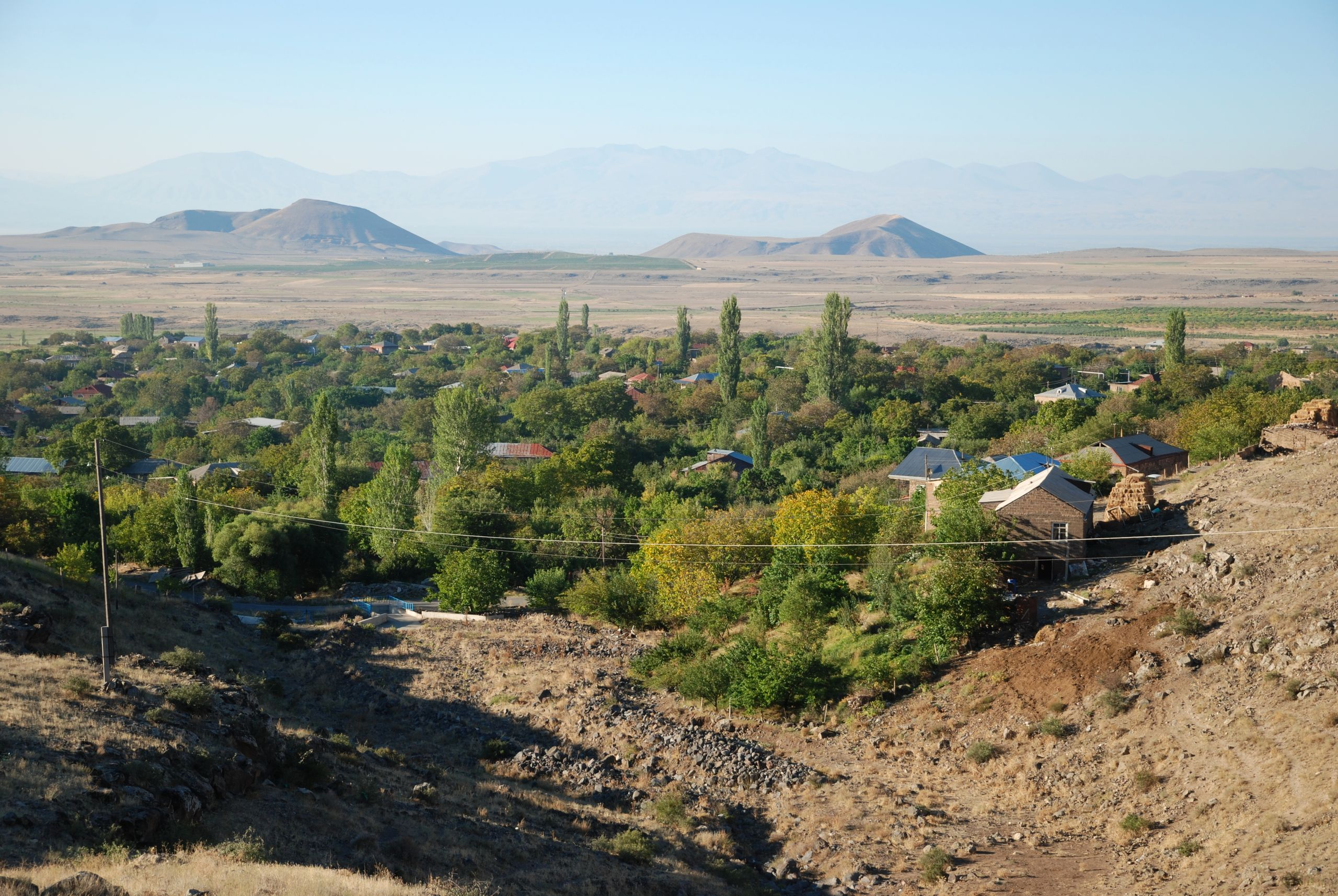
Blick über Kosch nach Süden auf Inselberge in der Aras-Ebene

Kosch (armenisch Կոշ), andere Umschrift Kosh, früher Kvash, ist ein Dorf in der zentralarmenischen Provinz Aragazotn an den südlichen Ausläufern des Aragaz. Am Friedhof, unterhalb einer Festung aus dem 13. Jahrhundert, blieb die Gregorkirche, eine kleine Saalkirche aus derselben Zeit erhalten. Bedeutender ist der Zentralbau der Stephanuskirche aus dem 7. Jahrhundert in einer Schlucht am nördlichen Ortsrand.

## Lage
Kosch liegt auf 1275 Metern Höhe am Nordrand der Aras-Ebene, die hier in die Vorhügel des Aragaz übergeht. Südlich des Ortes führt die M1 von Jerewan über die Provinzhauptstadt Aschtarak nach Gjumri in den Nordwesten des Landes. Die Entfernung auf dieser Straße nach Osten zum nächsten Dorf Agarak beträgt zehn Kilometer, nach Arutsch im Westen sechs Kilometer. In Kosch zweigt eine Nebenstraße bergauf nach Norden ab, die nach etwa vier Kilometern eine Straßengabelung bei Verin Sasunik (1597 m, 165 Einwohner im Jahr 2012) erreicht und rechts weiter im 1668 m hoch gelegenen Bergdorf Avan endet.
In der kleinen oasenartigen Senke von Avan treffen mehrere Bäche zusammen, deren Wasser nur zum Teil dem trockeneren Kosch zukommen. Dafür fließt der Arzni-Schamiram-Kanal an Kosch vorbei, der auf einem bereits in urartäischer Zeit angelegten Bewässerungssystem basiert. Der in sowjetischer Zeit angelegte und seither ausgebaute Arzni-Schamiram-Kanal erhält sein Wasser bei Arzni über den Hrasdan aus dem Sewansee und leitet es um Jeghward nach Westen in die Aras-Ebene, unter anderem an die Orte Kosch, Aragazotn, Arutsch, Schamiram und Nerkin Bazmaberd. Der Name des Kanals ist wie derjenige des urartäischen Kanals Samiram arkı bei der türkischen Stadt Van mit der antiken legendären Königin Semiramis verbunden.

## Geschichte

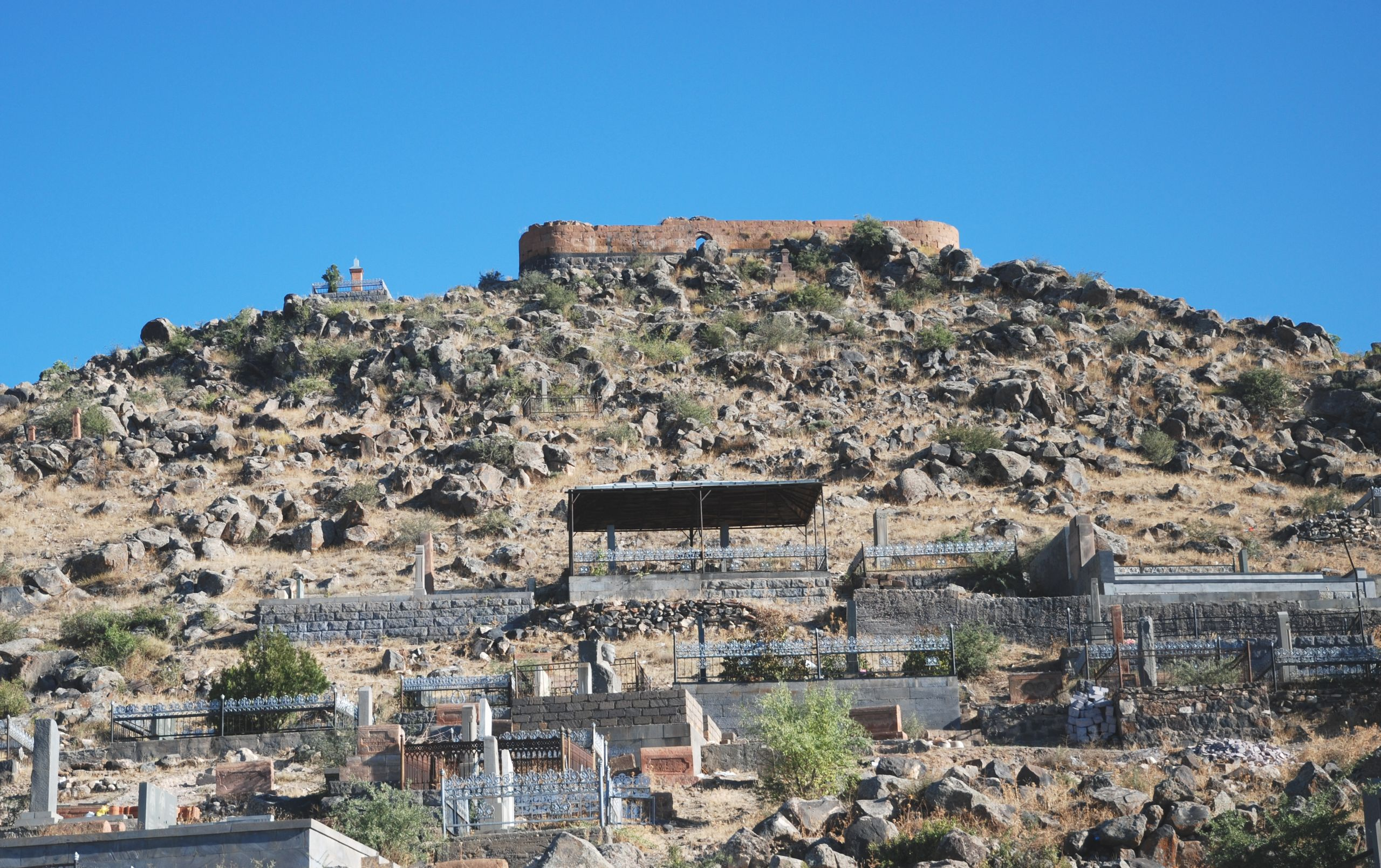
Mittelalterliche Festung

In der Umgebung, etwa beim Nachbarort Agarak, wurden Reste aus der frühen Bronzezeit gefunden. In dieser Zeit waren einen halben Kilometer nördlich von Kosch Felshöhlen bewohnt. Im Mittelalter versteckten sich dort Einheimische vor den Überfällen der Mongolen und der Türken. Die bronzezeitlichen Siedlungen wurden in der Eisenzeit im 1. Jahrtausend v. Chr. ausgebaut. Unter den Trümmern der mittelalterlichen Burg kamen hellenistische und römische Reste einer Festung aus dem 3. Jahrhundert v. Chr. bis 2. Jahrhundert n. Chr. zum Vorschein.
Der Geschichtsschreiber Moses von Choren berichtet im 5. Jahrhundert über den damals Kvash genannten Ort, der armenische König Tiran (Tigranes VII., reg. 339–345) habe sich hierher zurückgezogen, nachdem er auf Befehl des sassanidischen Königs Schapur II. geblendet worden und von seinem Amt zurückgetreten war. Tirans Sohn und Nachfolger Arschak II. (reg. um 338 – um 368) begrub ihn in Kosch.
Koschavank war ein im 7. Jahrhundert gegründetes Kloster, das bis zum 14. Jahrhundert ausgebaut wurde und zu dem die erhaltene Stephanuskirche gehörte. Ein 1195 datierter Chatschkar an der Schnellstraße östlich der Ortseinfahrt erinnert an eine erfolgreiche Schlacht der Zakariden, einer armenischen Fürstendynastie unter der Oberherrschaft georgischer Könige, bei der sie die Seldschuken aus dem Gebiet vertrieben. Die Schlacht wurde von den Brüdern Ivane und Zakare Zakarian geleitet, die als ausgezeichnete Heerführer bekannt waren. In den folgenden Jahren eroberten die Brüder von ihrer Hauptstadt Ani das nordarmenische Gebiet, das unabhängig blieb, bis die Zakariden 1236 den Mongolen tributpflichtig wurden.
Die im 13. Jahrhundert über mehreren Vorgängerbauten errichtete Festung von Kosch wurde entweder von den Brüdern Zakarian beauftragt oder entstand unter dem Fürsten Vacheh der Vachutian-Dynastie, welcher die Region einschließlich der höher am Berg gelegenen Festung Amberd um 1215 von den Zakarians abkaufte.

## Ortsbild
Bei der Volkszählung des Jahres 2001 betrug die offizielle Einwohnerzahl 2756. Nach der amtlichen Statistik lebten im Januar 2012 in Kosch 3240 Einwohner. Die Streusiedlung inmitten von Obstgärten ist im Norden in einem Halbkreis von felsigen, steil aufsteigenden Hügeln umgeben, während sich südlich der Schnellstraße Felder ausdehnen.

### Festung
Die mittelalterliche Festung thronte auf einem kleinen Vorhügel des dahinter ansteigenden Aragaz und bot einen freien Blick nach allen Seiten über die Ebene. Ihre Ruine ist vom Friedhof im Osten des Dorfes zu erreichen. Die einst wesentlich höheren Umfassungsmauern wurden im unteren Bereich restauriert und zeigen einen langrechteckigen, nach Süden ausgerichteten Grundriss mit Rundtürmen an der vier Ecken und einem Tor mit einem tonnenüberwölbten Durchgang in der Mitte der Südwand. Die Mauern aus roten Tuffsteinquadern stehen auf einem Fundament aus größeren schwarzen Tuffsteinblöcken. Das Steinmaterial könnte von älteren Bauten übernommen worden sein.

### Gregorkirche

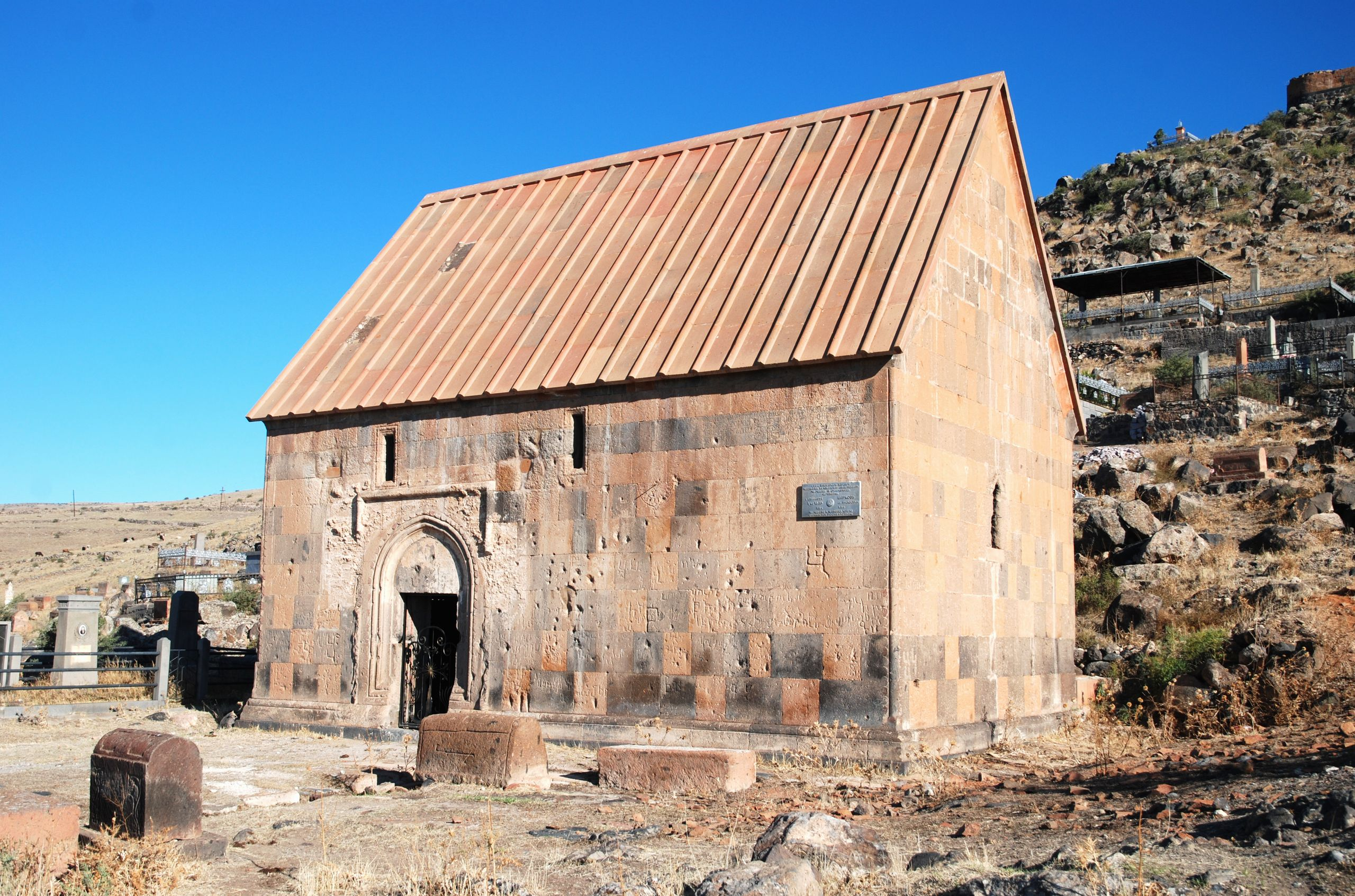
Gregorkirche von Südosten

Auf dem weitläufigen Friedhof direkt unterhalb der Festung steht die restaurierte Gregorkirche aus dem 13. Jahrhundert, gewidmet dem heiligen Gregor (Grigor Lusavorich). Die kleine Saalkirche mit Tonnengewölbe und einem steilen Satteldach ist ein frühchristlicher Bautyp und könnte über entsprechenden Vorläufern errichtet worden sein. Die beiden Eingänge in der West- und Südwand, von denen der Westeingang heute zugemauert ist, werden von einem leicht spitzbogigen Tympanonfeld überhöht, das von einer Hohlkehle mit doppeltem Wulstprofil umgeben ist. Von einem rechteckigen Fries über den Eingängen sind nur noch Ansätze erkennbar.
Der Innenraum wird durch zwei Schlitzfenster an den Seitenwänden, ein schmales Rundbogenfenster in der Ostapsis und eine kreuzförmige Öffnung im Westgiebel schwach erhellt. Ein restauriertes Bema (Podium) erhöht die halbrunde Apsis um drei Treppenstufen gegenüber dem Betsaal. In dessen Mitte gliedert ein Gurtbogen das Tonnengewölbe. Die Kirche wird verehrt, jedoch nicht für Gottesdienste genutzt.
Auf dem Friedhof stehen einige alte Chatschkare und Grabsteine, die bis in frühchristliche Zeit zurückreichen. Ein großer schwarzer Kreuzstein stammt aus dem 7. Jahrhundert. Einer größeren ebenfalls nach Gregor benannten Saalkirche aus dem 19. Jahrhundert am Rand des Friedhofs fehlt das Dach.

### Stephanuskirche

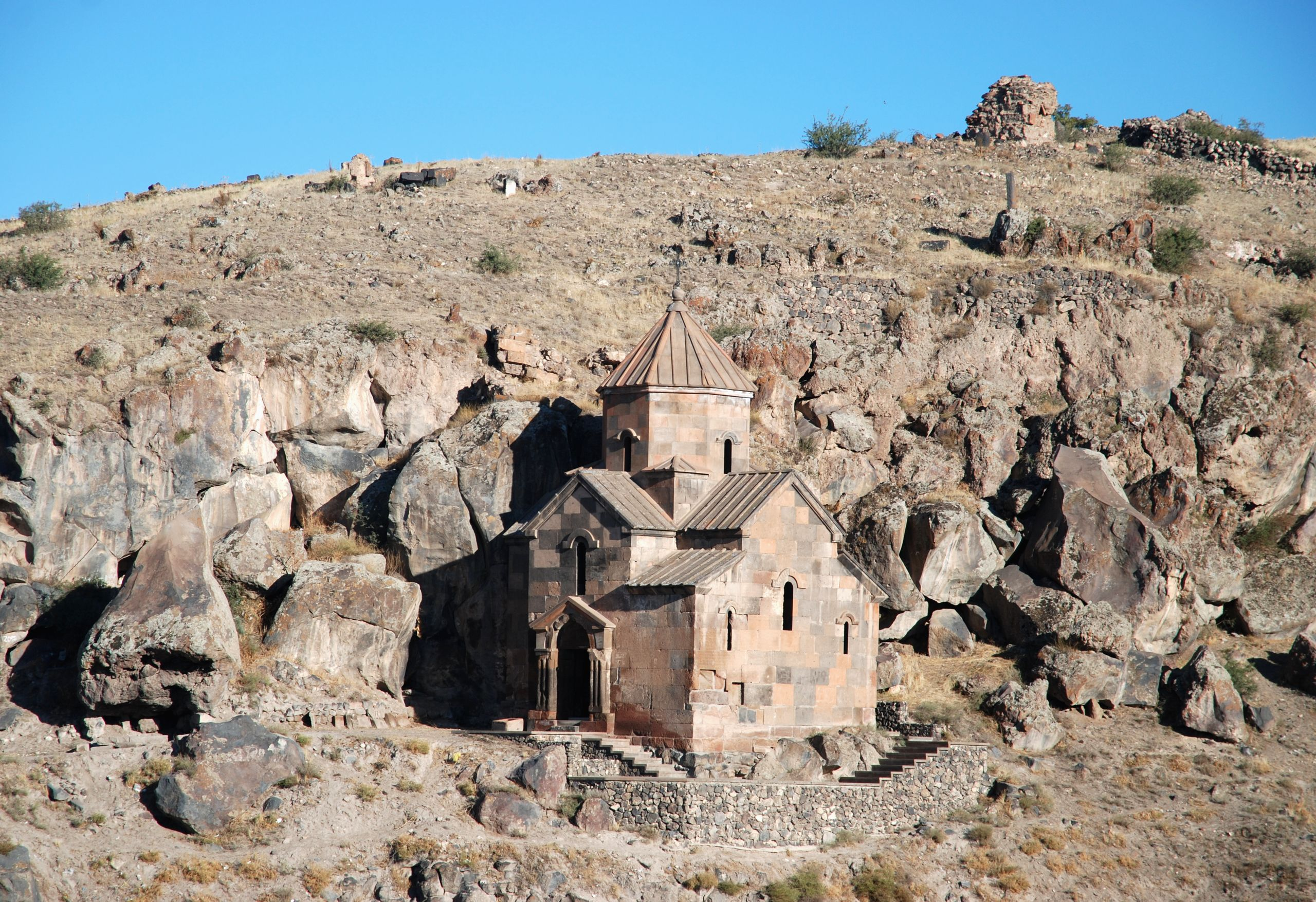
Stephanuskirche von Südosten

Die Stephanuskirche (Surb Stepanos) aus dem 7. Jahrhundert ist auf einem Pfad zu erreichen, der im Westen des Friedhofs  beginnt und auf der Westseite einige 100 Meter in eine Felsschlucht führt. Die Kirche steht von Felsblöcken eingezwängt oben am Steilhang kurz unterhalb der Hügelkuppe. Sie gehört mit einigen Einsiedlerhöhlen in der Schlucht zum mittelalterlichen Kloster Koschavank, dessen Ruinen aus dem 12./13. Jahrhundert auf der Hügelspitze erhalten blieben. Zum Kloster zweigt ein Weg von der Straße zwischen Kosch und Verin Sasunik ab.
Das Kirchengebäude gehört zum Typus der Kreuzkuppelkirchen mit Monokonchos, bei denen nicht wie beim Tetrakonchos (beispielsweise Mankanoz in Oschakan) vier halbrund begrenzte Arme von einem Zentrum ausgehen, sondern die halbrunde Altarapsis im Osten drei rechteckigen Seitenarmen gegenübersteht. Charakteristisch für diese kleinen Kreuzkuppelkirchen ist der sich auch an der Außenfassade abzeichnende kreuzförmige Grundplan der freien Arme. Sie werden daher wie die Monokonchen Lmbatavank, der Kamrawor-Kirche von Aschtarak und der Artavazik-Kirche von Bjurakan als nicht (oder rechteckig) ummantelt bezeichnet. Monokonchen (oder Trikonchen) gehören zu den teilummantelten Kreuzkuppelkirchen, wenn sie wie die Stephanuskirche von Kosch oder der Trikonchos von Pemzaschen im Osten mit zwei Nebenräumen ausgestattet sind, die für einen außen rechteckig abgeschlossenen Baukörper sorgen.
Bei der Stephanuskirche wurden an die hufeisenförmige Altarapsis rechteckige Nebenräume ohne eigene Apsiden angefügt. Der südliche Nebenraum ist vom Seitenschiff, der nördliche Nebenraum vom Seitenschiff und zusätzlich direkt durch eine Öffnung in der Trennwand zur Altarapsis betretbar. Die beiden Seitenarme sind querrechteckig verkürzt, während der direkt an die Felswand angelehnte Westarm eine quadratische Grundfläche besitzt. Den einzigen Eingang im Süden umgeben ein Spitzbogen und ein Portalvorbau, dessen Giebeldach von Halbsäulenpaaren gestützt wird. Die Ostseite und die Nord- und Südgiebel werden von jeweils einem großen halbrunden Fenster durchbrochen. Zwei schmale Fenster in der Ostwand erhellen die Nebenräume. In den Ecken des zentralen Bogenquadrats leiten Trompen zum innen kreisrunden und außen achteckigen Tambour, dessen Kuppel von einem Pyramidendach bekrönt wird.
Einige Spuren von Wandmalereien zeigen, dass die Innenräume einst prächtig ausgestaltet waren. In der Apsis sind auf Höhe des Fensters Teile einer Majestas Domini erkennbar. Auf beiden Seiten des Fensters stehen jeweils sechs Apostel nebeneinander. Christus in der Mitte reicht ihnen in dieser ungewöhnlichen Darstellung einer Eucharistie das Wort Gottes in Gestalt einer Schriftrolle und nicht wie üblich Brot und einen Kelch mit Wein.
Zu den Klosterruinen des 12. bis 13. Jahrhunderts auf dem Hügel gehören ein Speisesaal mit Tonnengewölbe, Grundmauern eines Gawits, weiterer Nebengebäude und Kapellen.